# Bezirkskrankenhaus Parsberg
Das  Bezirkskrankenhaus Parsberg (BKP) ist eine Einrichtung der Medbo und unter der Trägerschaft des Bezirks Oberpfalz.
Am BKP sind zwei Kliniken angesiedelt:
- eine Klinik für Forensische Psychiatrie und Psychotherapie mit einer Forensischen Nachsorgeambulanz
- eine Klinik für Lungen- und Bronchialheilkunde

Bis 2018 befand sich am Bezirkskrankenhaus Parsberg ein Pflegeheim für psychisch Kranke, das an den Standort Bezirksklinikum Wöllershof verlegt wurde.

## Rechtsgrundlagen der Einrichtungen des Maßregelvollzugs am BKP
Die Klinik für Forensische Psychiatrie und Psychotherapie am Bezirkskrankenhaus Parsberg ist eine Einrichtung des sogenannten Maßregelvollzugs. Hier werden Menschen behandelt, die aufgrund einer psychischen und/oder einer Abhängigkeits-Erkrankung zum Straftäter geworden sind und ihre Straftaten in schuldgemindertem oder schuldunfähigem Zustand begangen haben. Maßgeblich hierfür sind §§ 63, 64 StGB.
In der Abteilung für Junge Drogenabhängige am Bezirkskrankenhaus Parsberg können junge Straftäter, statt ihre Gefängnisstrafe in einer Justizvollzugsanstalt abzubüßen, eine Suchttherapie machen. Die Zuweisung zur Klinik erfolgt auf richterlichen Beschluss.
Die Forensische Nachsorgeambulanz bietet entlassenen Patienten eine Anlaufstelle und dauerhafte Nachsorge an.
Die Klinik für Lungen- und Bronchialheilkunde am Bezirkskrankenhaus Parsberg behandelt krankheitsuneinsichtige Patienten mit ansteckender Tuberkulose (TBC) und ist die einzige ihrer Art im gesamten Bundesgebiet. Die Patienten werden nur mit richterlicher Einweisung aufgenommen. Grundlage ist §30 Infektionsschutzgesetz, der die geschlossene Unterbringung von Patienten mit ansteckenden Krankheiten regelt.
Die Klinik für Lungen- und Bronchialheilkunde führt auch die ambulante Abklärung und Therapie allergischer Erkrankungen durch.
Träger der Klinik für Forensische Psychiatrie und Psychotherapie und der Klinik für Lungen- und Bronchialheilkunde sowie der Forensischen Nachsorgeambulanz ist der Bezirk Oberpfalz.